# Josef M. Kratky
Josef Mathias Kratky (* 19. März 1901 in Wien; † 7. Juli 1975 ebenda) war ein österreichischer Kapellmeister, Alleinunterhalter und Komponist, der sich vor allem dem Wienerlied verschrieben hatte.

## Leben
Josef M. Kratky wurde am 19. März 1901 in Wien-Hernals geboren und am 25. März 1901 auf den Namen Joseph Mathias getauft. Sein Vater Johann Isidor Kratky (* 8. Juli 1868 in Rohov, Königreich Ungarn) war Kaufmann und stammte aus dem Westen der heutigen Slowakei; seine Mutter war Anna Mader (* 23. April 1878 in Košic (?)). Er hatte vier Geschwister – zwei Brüder und zwei Schwestern. Sein Großvater väterlicherseits war als Lehrer und Chormeister tätig gewesen. Nach seiner allgemeinen Schulausbildung studierte Kratky an der Wiener Musikakademie unter anderem bei Joseph Marx und war danach zeitweise als Theaterkapellmeister tätig. Bereits in der Volksschule empfand er die damaligen „Liederbücherl“ als überholt und komponierte bereits in dieser Zeit erste Kinderlieder. Mit 13 Jahren trat Kratky während seines Musikstudiums in Wien bereits als Organist in Erscheinung. Seinen ursprünglichen Karrierewunsch als Ingenieur verwarf er, um sich in der Musik zu verwirklichen. Seine musikalische Karriere – damals noch als Theaterkapellmeister – begann er noch vor Ende des Ersten Weltkrieges und vor Erreichen des 18. Lebensjahres.
Später trat er vor allem als Alleinunterhalter in  Wiener Lokalitäten, wie  dem Café Palmhof, der Kärntnerbar, dem Stephanskeller auf und trat als Komponist von Wienerliedern in Erscheinung, die er mitunter auch bei seinen Auftritten vortrug. Zumeist trat er als Solist am Klavier in der Unterhaltungsmusik in Erscheinung, war aber auch als Konzertpianist tätig und begleitete  Gesangs- und Vortragskünstler am Klavier. Zu den Textdichtern zu Kratkys Kompositionen zählen Charles Berndt, Peter Herz, Rudolf Hoffmann und Otto Rejzek, Josef Kaderka, Erich Meder, Josef Petrak, Albin Ronnert, Alfred Steinberg-Frank, Wau Wau und Hansl Werner.
Der Wiener Maler Robert Fuchs fertigte im Jahr 1942 eine Porträtzeichnung Kratkys an; diese wurde mitunter am 16. März 1942 in einem Artikel über Kratky im Neuen Wiener Tagblatt abgedruckt.
Am 3. Mai 1944 kam Kratkys unehelicher Sohn Manfred zur Welt. Josef M. Kratky starb am 7. Juli 1975 im Alter von 74 Jahren in seiner Geburts- und Heimatstadt Wien.

## Werke / Lieder (Auswahl)
- Die Kellerpartie
- Der Watschenmann
- In Grinzing tragen Engerl keine Flügel
- Es muaß ka Rausch sein, a Räuscherl tuat’s a
- A klanes Gulasch wird net größer
- Die alte Schmiede in Breitensee
- Die Eva war a Wienerin
- Die Stadt, wo man Herzklopfen hat
- Franzl, i bin froh, daß d’ wieder da bist
- Wenn in der Hauptalle Kastanienbäume blühn
- Wienerische Lieder, wann kommt ihr wieder
- Pfüat di Gott, Lackerl!
- München – Wien
- Das ist die höchste Zauberei
- Wolferl, mein Sohn!
- Türkischer Honig
- Das Hup-Verbot
- Großmutti
- Bravissimo
- I bin an Meter neunzig
- Dorfglocken
- Ein Mann fängt an mit zärtlichem Streicheln
- Ich hab’ so quisi quasi eine Angst